# Hydatophylax sakharovi
Hydatophylax sakharovi är en nattsländeart som beskrevs av Kumanski 1991. Hydatophylax sakharovi ingår i släktet Hydatophylax och familjen husmasknattsländor. Inga underarter finns listade i Catalogue of Life.